# Litsea engleriana
Litsea engleriana är en lagerväxtart som beskrevs av Teschn.. Litsea engleriana ingår i släktet Litsea och familjen lagerväxter. Inga underarter finns listade i Catalogue of Life.